# Moskvitch 2141 Aleko
El Aleko es un automóvil ruso presentado al público en 1986 que se fabricó entre 1988 y 2000 por la ahora en quiebra empresa Moskvitch, fundada en Moscú (Rusia).
Este auto fue una gran mejora a los modelos anteriores, los cuales eran sedanes y autos familiares con tracción y eje rígidos traseros. El Aleko no tenía partes en común con los otros modelos además del motor.
Para Moskvitch, este coche era una innovación por su estilo hatchback, la tracción delantera, la suspensión MacPherson delantera y la suspensión de torsión trasera, este vehículo se volvió más confortable, más seguro y más espacioso. Por primera vez en la historia del automóvil ruso, se fabricó para características aerodinámicas, esto gracias a la colaboración de ingenieros aeronautas y espaciales de Francia y Rusia.

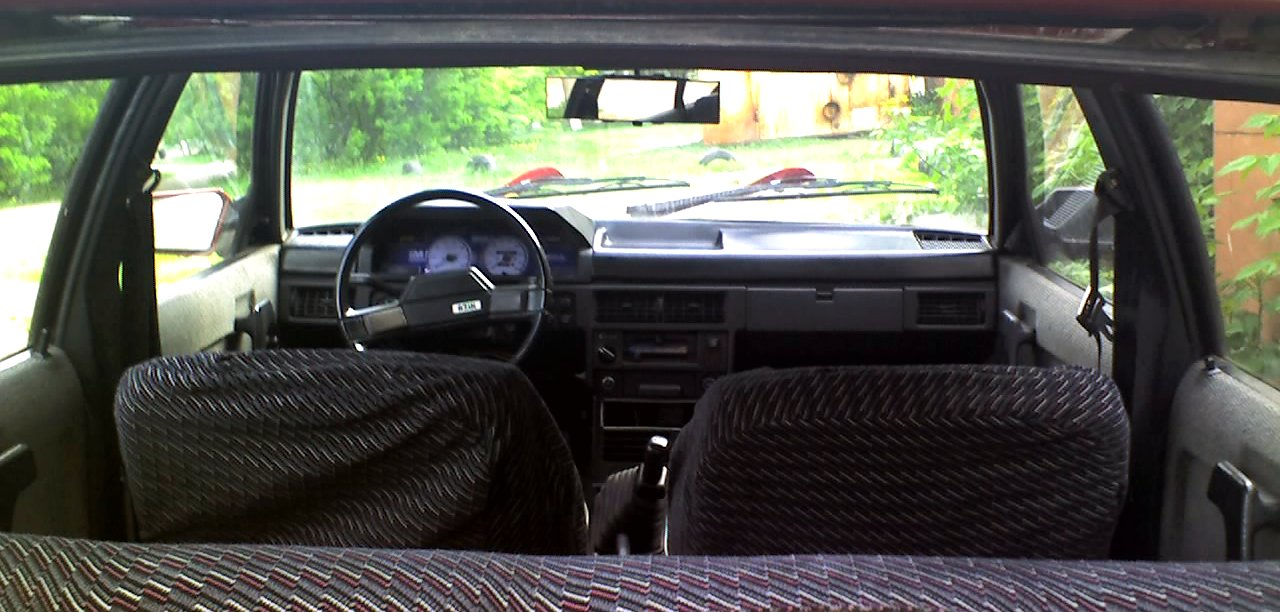
El interior de un Aleko.

El auto se originó como un concepto de tracción delantera basado en modelos extranjeros. Moskvitch, durante los años 1970 compró muchos autos de diferentes compañías para probarlos. Los franceses y suecos se llevaron la ventaja por su utilidad y fiabilidad; y fue el ministro de la industria automotriz quien tomó la última decisión de elegir el Simca 1307 como el mejor candidato para el mercado ruso. Para el coche, se modificó un existente motor Moskvitch para tracción delantera, después de algunas pruebas, se decidió que se copiaría casi totalmente la carrocería del Simca 1307, y aunque esto ayudó a reducir los costos de manufactura, fue como un insulto para los ingenieros y diseñadores que ya tenían listas sus propias ideas para este coche. La moral del personal fue afectada, y el Aleko nunca fue apreciado por los ingenieros de Moskvitch (testimonio del jefe de diseño de Moskvitch en ese entonces, Igor Zaitsev. Autoreview, 2002, #5).
El motor usado era demasiado largo para colocarse transversalmente, así que se puso longitudinalmente como en el Audi 80 o el Audi 100, muchas de las ideas de diseño se obtuvieron de los automóviles de Audi; un ejemplo de esto es la suspensión (trasera y delantera diferentes) usada en el Aleko y la barra de dirección colapsable. Siguiendo una de las características de los coches franceses, la llanta extra se encontraba por fuera, en la parte de abajo del coche.
A pesar del diseño y estilo de "segunda mano" del Aleko, casi se convirtió en el primer automóvil de producción con tracción delantera de la industria rusa. El Aleko se vendió principalmente en el mercado doméstico, pero por los años 1980, fue exportado también, en las empresas de exportación alemanas, este auto se comercializó como el Lada Aleko y motores diésel de Ford e Indenor fueron obtenidos además de los motores de gasolina estándar. Algunos de los últimos modelos de Moskvitch como el Svjatogor y el Dolgorukij se basaron también en el Aleko.

## Nombres alternos del auto original y sus modificaciones

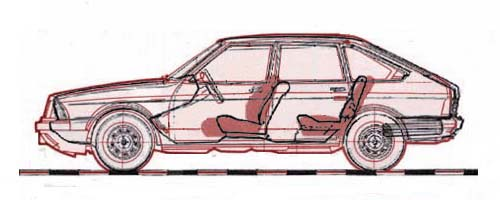
Diseño base del Simca 1307 y el Aleko.

- Aleko 141 (para el mercado extranjero)
- Moskvitch-2141 (mercado doméstico, en alfabeto latino)
- Москвитч.2141 (mercado doméstico, en ruso)
- AZLK-2141 (mercado doméstico, en alfabeto latino)
- АЗЛК-2141 (mercado doméstico, en alfabeto cirílico ruso)
- Svjatogor (desde 1997 en alfabeto latino, para el mercado doméstico)
- Святогор (desde 1997 en alfabeto cirílico, para el mercado doméstico)

## Galería

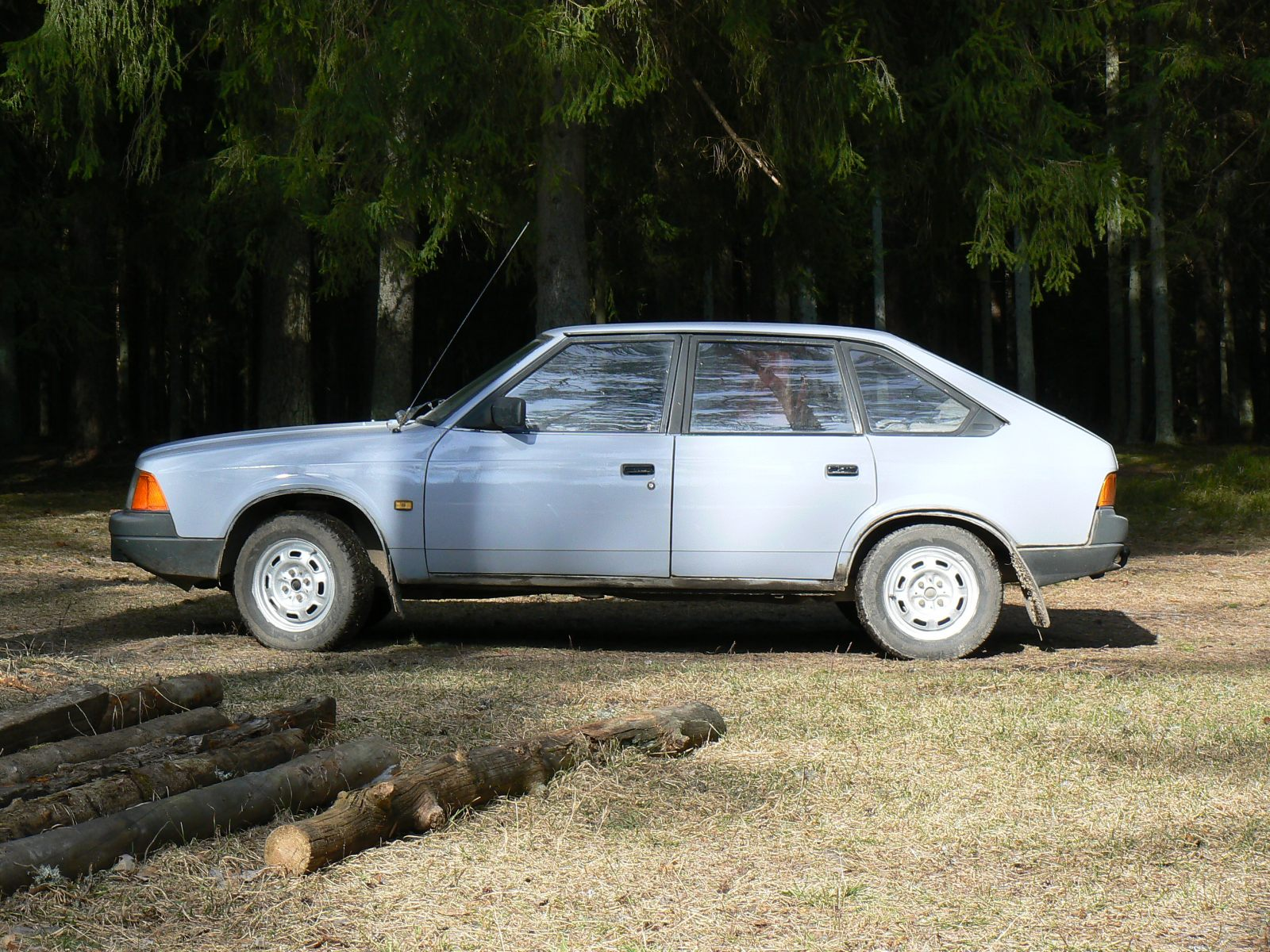
M-21412 alias M-2141S
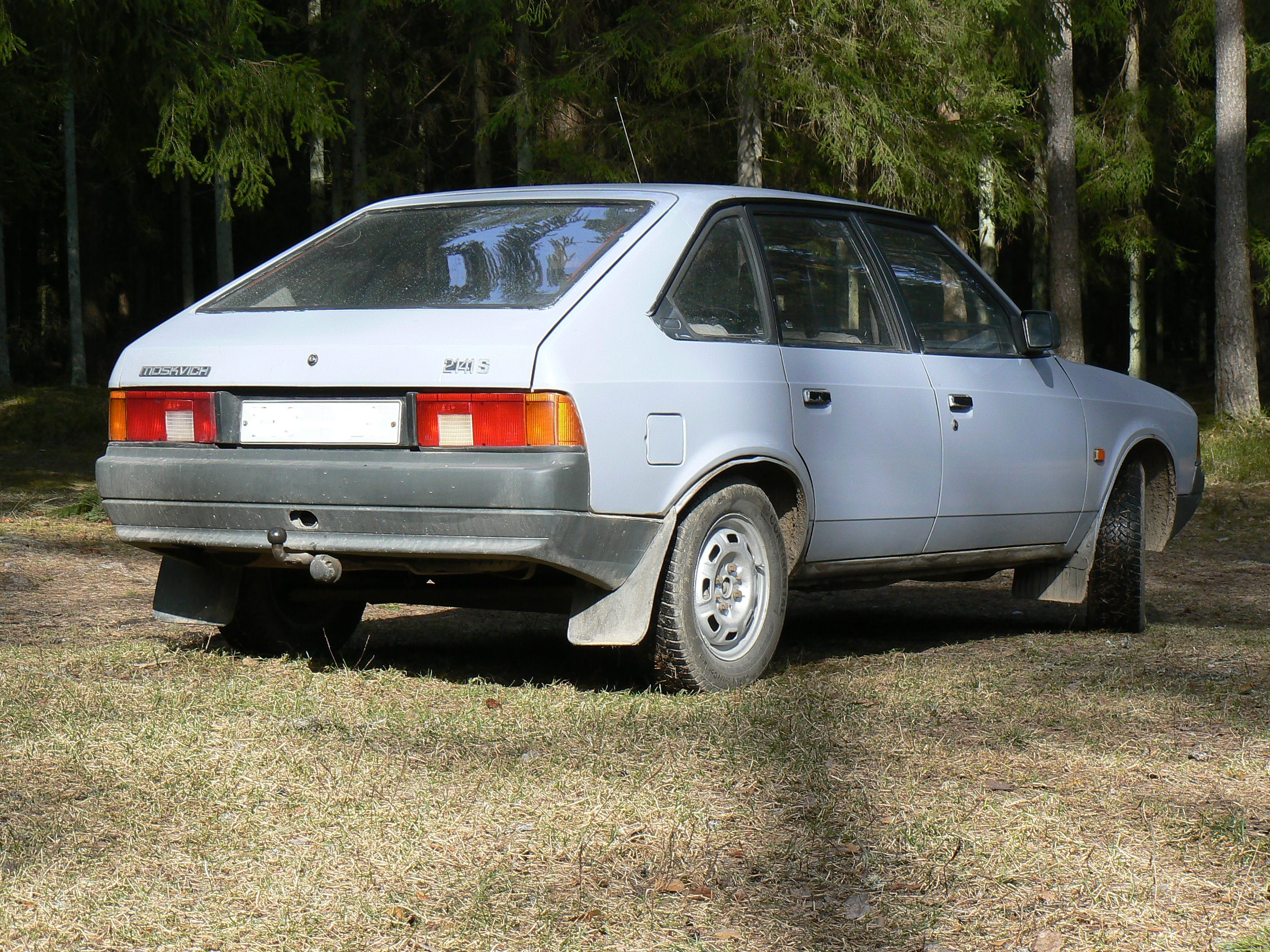
M-21412 alias M-2141S
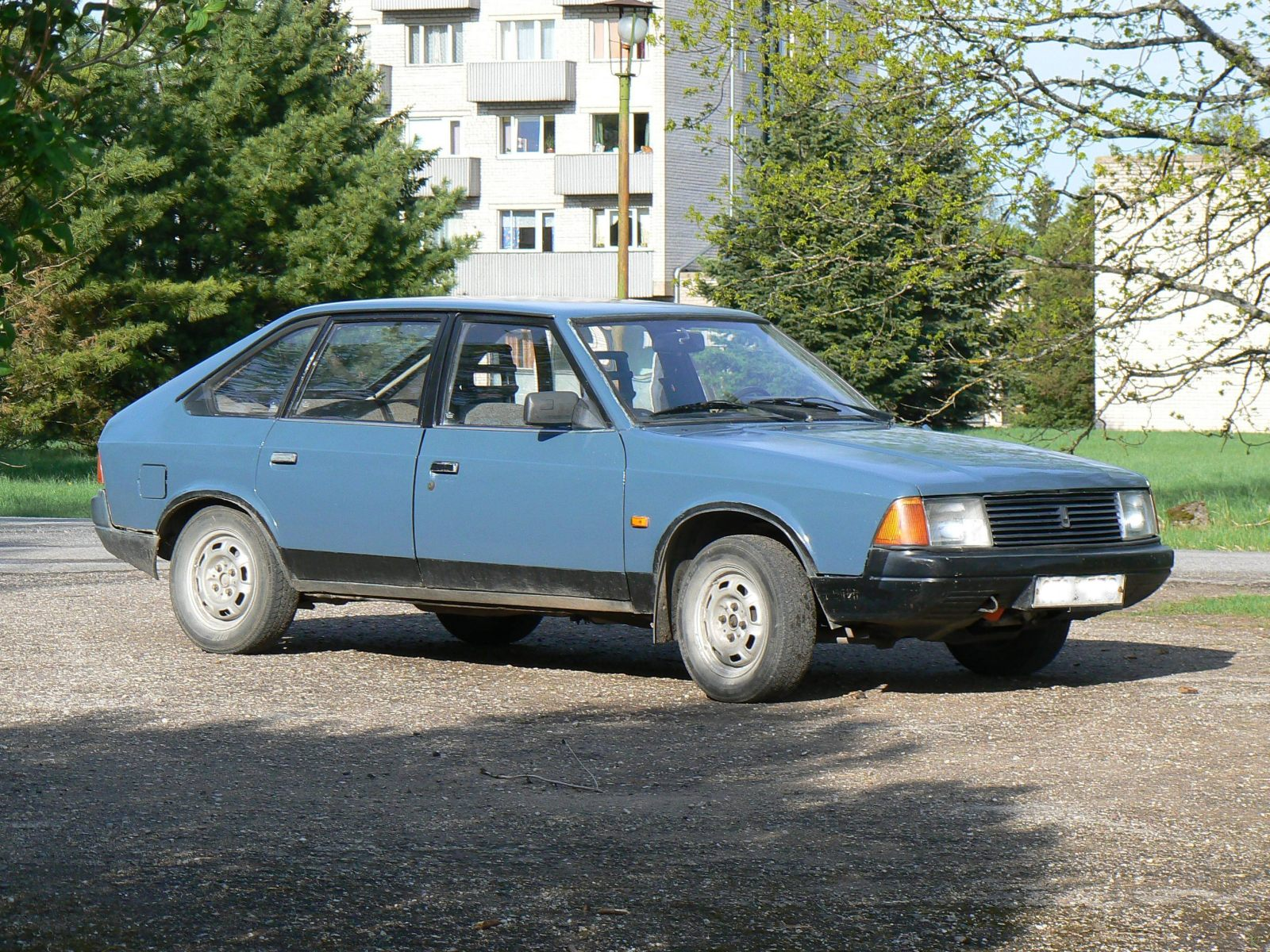
M-21412 alias M-2141S
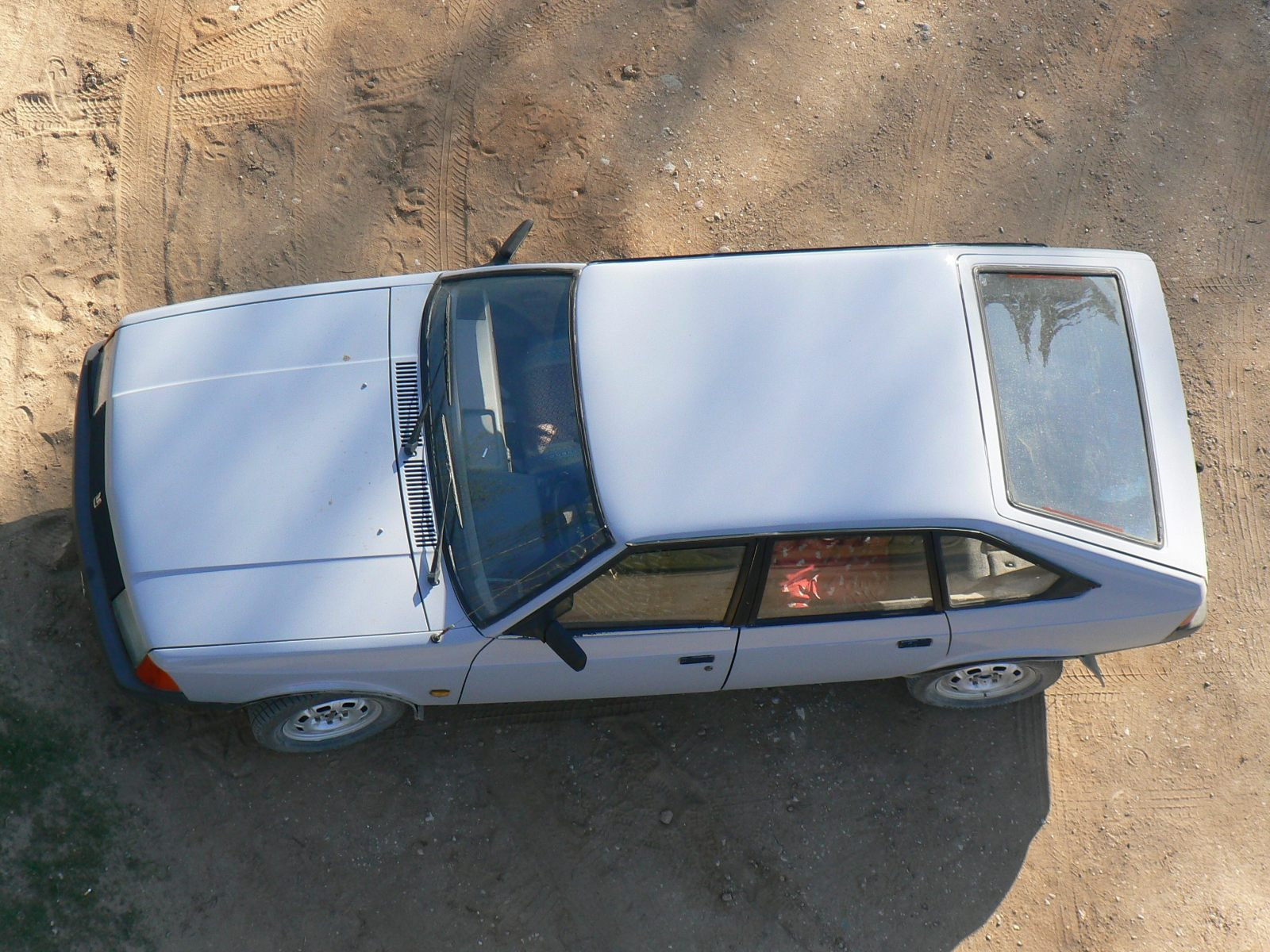
M-21412 alias M-2141S
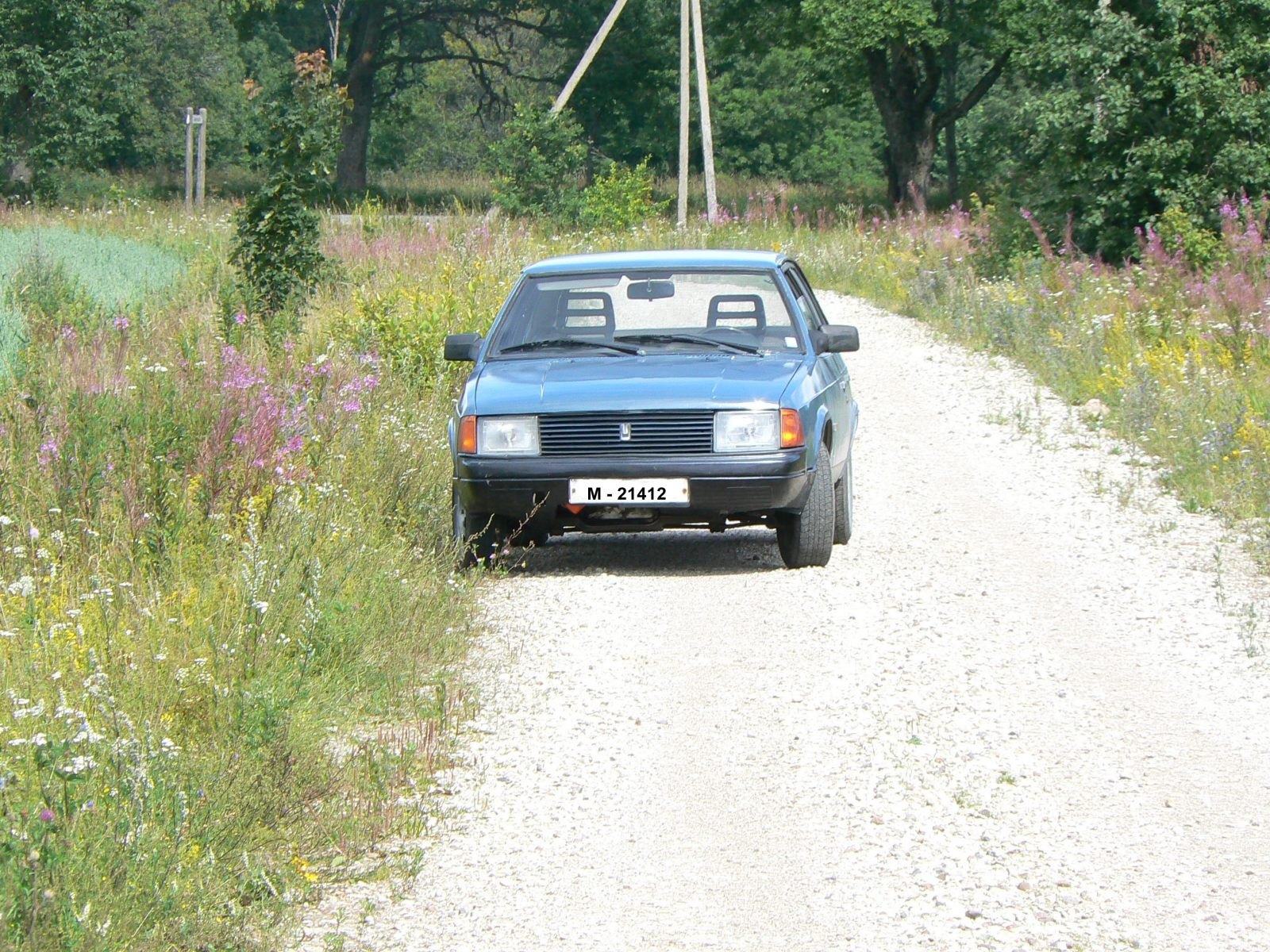
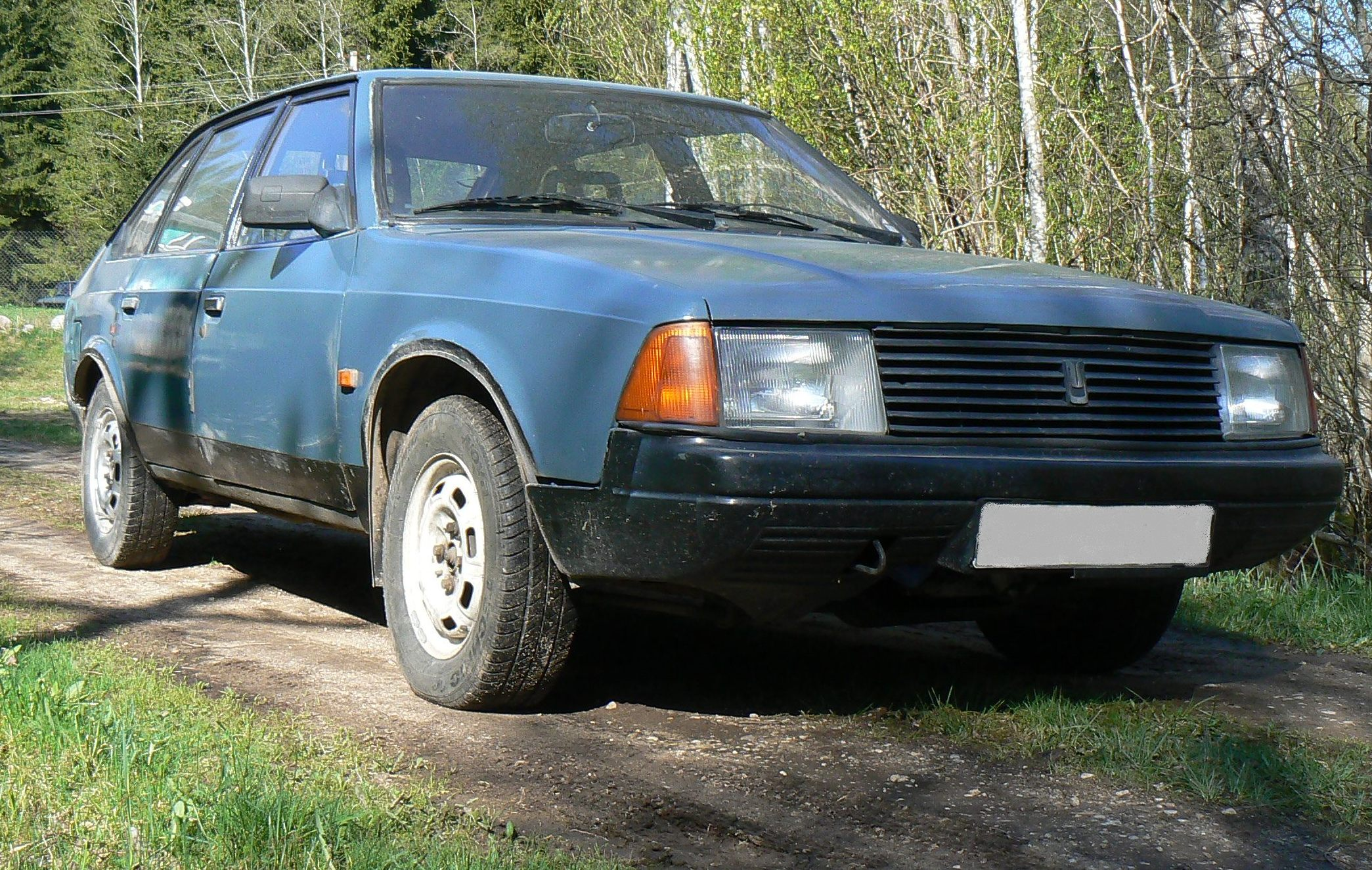
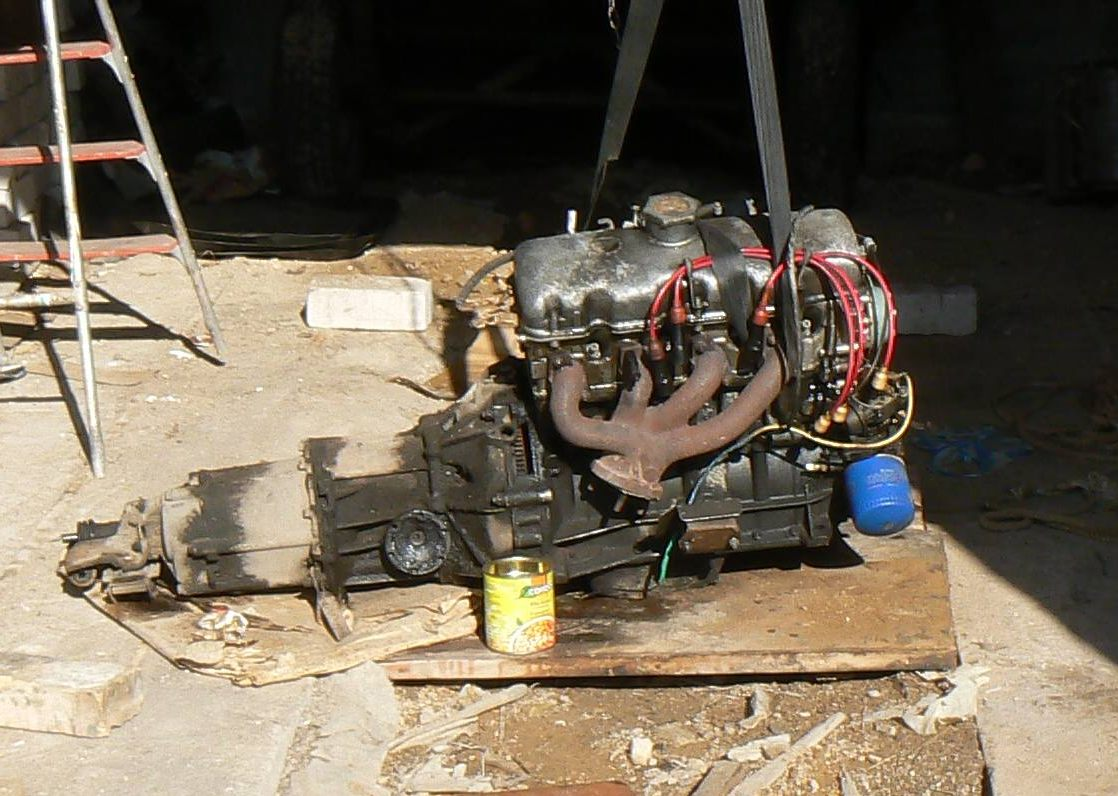
Motor UZAM-331 con transmisión